# Sœurs du Sacré-Cœur de Jésus de Saint-Jacut-les-Pins
Les sœurs du Sacré-Cœur de Jésus de Saint-Jacut-les-Pins sont une congrégation religieuse féminine enseignante et hospitalière de droit pontifical.

## Histoire
La congrégation est fondée le 25 avril 1816 à Saint-Jacut-les-Pins par Angélique Le Sourd (1767-1835) sous le nom de sœurs de saint Jacut pour la visite à domicile des malades et l'enseignement des filles pauvres. Les premiers statuts sont approuvés le 26 mai 1823 par Henri-Marie-Claude de Bruc-Montplaisir, évêque de Vannes,. Le 29 septembre 1828, six sœurs prononcent leurs vœux et élisent Angélique Le Sourd comme supérieure. 
Afin d'élargir leur champ d'action, les religieuses adoptent les statuts déjà approuvés des filles de Jésus et obtiennent le 30 décembre 1854 un décret de Napoléon III qui les autorise à ouvrir des écoles dans tout l'empire, Les sœurs ouvrent de nombreuses écoles sur le territoire des diocèses de Vannes, Nantes et Quimper. Après la promulgation des lois anti-congrégationistes, pour éviter de perdre les écoles, elles acceptent la sécularisation ; pour être reconnu au moins comme congrégation hospitalière, elles prennent, après 1904, la direction de certains orphelinats. 
Vers le milieu de l’année 1898, Anthony Gaughren, vicaire apostolique de l'État libre d'Orange (aujourd'hui diocèse de Kimberley), vient à Saint-Jacut pour demander des religieuses. Six sœurs embarquent à Saint-Malo pour l'Afrique du Sud. En 1902, elles sont appelées au scolasticat des missionnaires oblats de Marie Immaculée au Canada ; l'année suivante, elles ouvrent une maison à San Antonio aux États-Unis. Leur mission à l'étranger provoque un changement de vocable car saint Jacut n'est pas connu hors de la Bretagne. En 1909, Alcime Gouraud, évêque de Vannes, décide d'abandonner le nom de sœurs de saint Jacut au profit de celui de sœurs du Sacré-Cœur de Jésus. En 1956, répondant à l'appel d'Yves Plumey, évêque du diocèse de Garoua (aujourd'hui archidiocèse de Garoua), elles commencent à se consacrer à l'activité missionnaire au Cameroun. L'institut reçoit le décret de louange le 6 juin 1957.

## Fusion
Deux congrégations fusionnent avec elles :
- 1970 : Sœurs de Sainte-Marie de Gacé, congrégation hospitalière de droit diocésain fondée en 1857 par l'abbé Anger, curé de Gacé, pour le soin des malades. Elle se répand ensuite en Normandie et en Bretagne[8].
- 1990 : Sœurs de la Fraternité Notre-Dame fondées en 1676 à Rennes par Anne-Marie Budes de Guébriant sous le nom de fille de la Sainte Vierge pour instruire les filles calvinistes converties au catholicisme et leur éviter les persécutions de leur famille. Le calvinisme ayant disparu de Bretagne, elles s'adonnent à l'enseignement et aux retraites spirituelles. Elles sont surnommés dames Budes du nom de la fondatrice ou dames de la retraite[9].

## Activités et diffusion
Les sœurs du Sacré-Cœur se consacrent à l'enseignement, aux soins des malades et des personnes âgées dans les hôpitaux, les cliniques, les maisons de repos et à domicile, à la direction des orphelinats, et au travail social en terre de mission. 
Elles sont présentes en: 
- Europe : France, Royaume-Uni.
- Amérique : Canada, États-Unis.
- Afrique : Cameroun, Madagascar.
- Asie : Papouasie-Nouvelle-Guinée.

La maison-mère est à St Jacut-les-Pins.
En 2017, la congrégation comptait 495 sœurs dans 81 maisons.